# Wouldn't It Be Good
«"Wouldn't It Be Good"» –No sería bueno es su traducción al español– es una canción compuesta e interpretada por el cantante y compositor británico Nik Kershaw que se publicó como segundo sencillo del álbum debut Human Racing bajo la compañía MCA Records el 20 de enero de 1984. El lanzamiento de este tema estuvo acompañado de "Monkey Business" como lado B, canción que no se incluyó en el disco; sin embargo se lanzó como bonus track en la reedición de este álbum en 2012. 
La dirección del video musical estuvo a cargo de Storm Thorgerson.

## Contenido y desempeño comercial
Este sencillo editado a inicios de 1984, estuvo tres semanas en el cuarto lugar de la UK Singles Chart y tuvo éxito en el resto de Europa, así como también ingresó al top 10 de las listas musicales de Canadá y Australia. Dentro de los Estados Unidos Kershaw es más conocido por esta canción, donde luego de su publicación en marzo llegó a alcanzar únicamente el cuadragésimo sexto lugar del Billboard Hot 100. Sería su único tema en entrar en dicha lista y es considerado un one-hit wonder dentro del mercado estadounidense. 
El primer sencillo del álbum Human Racing estuvo lejos de tener éxito, y fue gracias a esta canción que "I Won't Let the Sun Go Down on Me" se volvió a reeditar en el mes de junio y esta vez logró quedar en la segunda posición en la lista británica, convirtiéndose así en el tema más exitoso del disco y de la carrera del músico en términos comerciales.
Según las palabras del propio Kershaw, esta fue una de las últimas canciones que escribió para el disco Human Racing, trazando los acordes inicialmente en un teclado. Sin embargo, ese sonido de guitarra agresivo que quería agregar terminó haciendo un choque de melodías, lo que resultó ser bastante desagradable. Por tal motivo decidió incorporar una "orquesta de guitarras", inspirada en el trabajo de Brian May con Queen, en donde las notas se separaban en líneas simples y armónicas. Durante una entrevista, Kershaw profundizó sobre la creación de las líneas de guitarras:

Creo que estoy tocando quintas de una vez. Pero algunas de las notas más sutiles simplemente no funcionaron, así que creo que hice unas cuatro tomas de cada nota, por lo tanto hubo muchas tomas, y todo esto fue en cinta analógica, obviamente. Luego las hicimos rebotar a todas juntas para hacer ese sonido.

Según Kershaw, había alrededor de 20 guitarras solamente en esta canción, y hubo algunos problemas al intentar conseguir que los otros instrumentos sobregrabados (como el bajo y los teclados) estuvieran afinados junto con las guitarras.
El riff del sintetizador principal se produjo utilizando una combinación de PPG Wave 2.2 y un Yamaha DX7.

## Lanzamiento
«Wouldn't It Be Good» se editó en formato siete y doce pulgadas, con una versión extendida de 6:50 minutos, la original de 4:32 minutos y otra con una duración de 4:10, esta última se la conoce como versión editada y solo se utilizó en las radios del Reino Unido, pero tanto para el mercado estadounidense como el canadiense salió a la venta esta versión. Existe además un remix realizado por Simon Boswell de 7:20 la cual se encuentra dentro del disco Retro:Active 4: Rare & Remixed.
Esta canción se incluyó dentro de la banda sonora de la comedia de acción Gotcha! de 1985.

## Lista de canciones
- sencillo de siete pulgadas

A. "Wouldn't It Be Good" – 4:35
B. "Monkey Business" – 3:28
- sencillo de doce pulgadas

A. "Wouldn't It Be Good" (special extended mix) – 6:50
B. "Monkey Business" – 3:28

## Listas
| Chart (1984)                                     | Peak position |
| ------------------------------------------------ | ------------- |
| Australia (Kent Music Report)                    | 5             |
| Austria (Ö3 Austria Top 40)                      | 12            |
| Bélgica (Flandes) (Ultratop 50)                  | 17            |
| Canadá (RPM Top Singles)                         | 9             |
| Canada (The Record)                              | 7             |
| Europe (European Top 100 Singles)                | 9             |
| Francia (SNEP)                                   | 35            |
| Irlanda (IRMA)                                   | 2             |
| Italy (Musica e dischi)                          | 14            |
| Países Bajos (Dutch Top 40)                      | 24            |
| Países Bajos (Mega Single Top 100)               | 32            |
| Nueva Zelanda (Recorded Music NZ)                | 16            |
| Noruega (VG-lista)                               | 6             |
| South Africa (Springbok Radio)                   | 14            |
| Spain (AFYVE)                                    | 26            |
| Suiza (Schweizer Hitparade)                      | 3             |
| Reino Unido (Official Charts Company)            | 4             |
| Estados Unidos (Billboard Hot 100)               | 46            |
| Estados Unidos (Mainstream Rock)                 | 58            |
| US Cash Box Top 100 Singles                      | 47            |
| Alemania Occidental (Offizielle Deutsche Charts) | 2             |

| Chart (1984)                          | Position |
| ------------------------------------- | -------- |
| Australia (Kent Music Report)         | 55       |
| Canada Top Singles (RPM)              | 62       |
| Switzerland (Schweizer Hitparade)     | 30       |
| UK Singles (Gallup)                   | 41       |
| West Germany (Official German Charts) | 26       |